# عهدنامه مفصل
پس از کدورت‌های بین ایران و انگلیس و عدم نتیجه‌گیری ایران از قراردادهای با فرانسه و عهدنامه فینکنشتاین و پس از امضای عهدنامه مجمل، مذاکرات نمایندهٔ سیاسی انگلیس و مقامات ایرانی منجر به انعقاد عهدنامه‌ای تازه بین دو کشور در ۲۹ صفر ۱۲۲۷ ه‍.ق برابر با ۱۴ مارس ۱۸۱۲ م. شد.
در متن فارسی و در فصل هفتم، عبارت «بحر قلزم» (دریای سرخ) و در فصل نهم، عبارت «بحر العجم» (دریای پارس) و در متن انگلیسی  نیز «Persian Gulf» آمده‌است.
فصل نهم: اگر در بحرالعجم اولیای دولت بهیّه ایران را امدادی ضرور شود، اولیای دولت بهیّه انگلیس بشرط امکان در آن وقت کشتی جنگ و قشون بدهند و اخراجات آنرا موافق برآورد آن وقت قطع و فصل نموده بازیافت نمایند کشتیهای مزبور بر آن خورها و لنگرگاه‌ها عبور کند که امنای دولت علیّه ایران نشان (مجوز) بدهند و از جای دیگر بی رخصت و بدون ضرورت عبور نکنند.